# Bộ Công Thương (Lào)
Bộ Công Thương (tiếng Lào: ກະຊວງອຸດສາຫະກຳແລະການຄ້າ) là một bộ chính phủ chịu trách nhiệm quản lý và phát triển hoạt động công nghiệp và hoạt động thương mại tại Lào. Nó có trách nhiệm điều phối và thúc đẩy sản xuất, thương mại, nhập khẩu và xuất khẩu, và cho đại diện cho Lào và lợi ích của Lào trong cộng đồng doanh nghiệp quốc tế.
Các văn phòng chính của Bộ này đặt tại Viêng Chăn.